# Everett Community College
Everett Community College je městská vysoká škola v Everettu, v americkém státě Washington. Každý rok se na ní vzdělává přes 20 tisíc studentů, z nichž většina obývá hlavní kampus na severu města Everett. Dále škola provozuje sedm vzdělávacích center na jiných místech okresu Snohomish.

## Studijní programy
Jako dvouletá vysoká škola nabízí EvCC titul associate v oblastech umění a věd, vědy, obchodu, aplikované vědy, technického umění, výtvarného umění a obecného vzdělávání. Dále nabízí certifikáty ve zhruba třiceti různých technických a kariérních oborech. Škola také zařizuje svým studentům praxi.
Díky tomu, že části školy je Univerzitní centrum severního Pugetova zálivu, mohou zdejší studenti získat i bakalářský nebo magisterský titul ve zhruba 25 programech.

## Lokality
Hlavní kampus školy se nachází na 47 akrech v severním Everettu, konkrétně na adrese 2000 Tower Street, v blízkosti golfového hřiště Legion Memorial Park. Nachází se na něm čtrnáct budov se třídami a laboratořemi, z nichž každá nese jméno jiného vrcholku Kaskádového či Olympijského pohoří.
V roce 1999 škola na kampusu otevřela moderní technické vzdělávací centrum Shuksan Hall pojmenované po hoře Mount Shuksan. Nejnovější budovou na kampusu je však Whitehorse Hall z ledna 2007, jenž je pojmenována po Whitehorse Mountain a na 8 200 m² poskytuje domov fyzikálním, vizuálně uměleckým a žurnalistickým programům. Budova patří do desetiletého plánu expanze, stejně jako Gray Wolf Hall, vzdělávací centrum z jara 2009, jehož stavba stála 40 milionů dolarů.
Dále má škola zbrusu nové fitness centrum, jehož stavba stála 19,5 milionu dolarů. Nachází se nedaleko hlavního kampusu a nahradilo starou tělocvičnu z roku 1958. S výměrou 4 600 m² bylo otevřeno v lednu 2011.
Kromě hlavního kampusu nabízí EvCC vzdělávání také na vedlejším kampusu v Monroe, na technické škole letecké správy na Painově letišti, školu kosmetologie v Marysville a na několika dalších místech v okrese.

## Historie
Škola byla založena roku 1941, nejprve jen v budově místní základní školy. Svůj kampus přesunula na nynější místo v roce 1958.

## Sport
Svým studentům nabízí škola jedenáct sportovních programů, mezi něž patří baseball, softball, basketbal, fotbal, přespolní běh, volejbal a atletika. Školními barvami jsou červená a bílá, maskotem je Trojan.